# 多讷莱
多讷莱（法語：Donnelay，法語發音：[dɔnlɛ]）是法国摩泽尔省的一个市镇，属于萨尔堡-萨兰堡区。

## 地理
多讷莱（48°45'8"N, 6°40'52"E）面积13.02 平方千米，位于法国大東部大區摩泽尔省，该省份为法国东北部内陆省份，是洛林的一部分，西南接默尔特-摩泽尔省，东临下莱茵省，北与卢森堡和德国接壤。
与多讷莱接壤的市镇（或旧市镇、城区）包括：布尔多奈、热吕库尔、盖布朗日莱迪约兹、瑞沃利兹、莱村、奥姆赖。

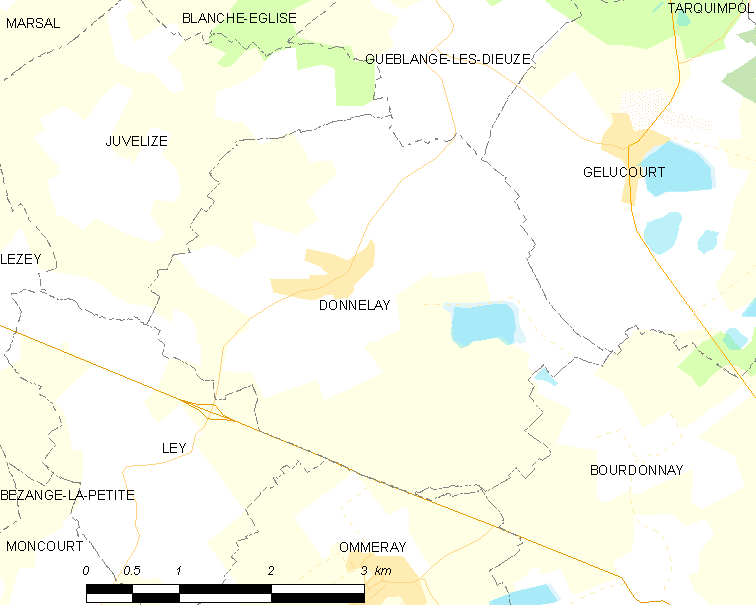
多讷莱的OSM定位图

多讷莱的时区为UTC+01:00、UTC+02:00（夏令时）。

## 行政
多讷莱的邮政编码为57810，INSEE市镇编码为57183。

## 政治
多讷莱所属的省级选区为索努瓦县。

## 人口

1962-2008年间多讷莱人口变化图示

多讷莱于2022年1月1日时的人口数量为190人。